# Jeff Prosise
Jeff Prosise je autor knih o programování pod Microsoft Windows. Má zkušenosti s technologiemi firmy Microsoft – např. MFC, .NET frameworkem, C# a dalšími.

## Publikace
Jeff Prosise je autorem knihy Programming Windows with MFC (česky: Programování ve Windows pomocí MFC, vydalo nakladatelství Microsoft Press). Tato kniha je společně s knihou Charlese Petzolda popolulární knihou o programování a jsou označovány jako „bible“ programování pro Windows. Zatímco Petzoldova kniha je známa jako „WinAPI bible“ nebo „Windows bible“, Prosiseova kniha častěji označována jako „MFC bible“ (MFC je knihovna pro C++ pod Windows).
Další publikace:
- PROSISE, Jeff. Programming Microsoft? .NET. [s.l.]: Computer press Dostupné online. ISBN 0-7356-1376-1.
- PROSISE, Jeff. Programming Windows with C# (Programování v Microsoft .NET - Webové aplikace v C#, ASP.NET a .NET Framework). [s.l.]: [s.n.] ISBN 80-7226-879-1.
- PROSISE, Jeff; SUEN, Gary. How Computer Graphics Work. [s.l.]: [s.n.], 1994. Dostupné online.

Některé z těchto knih jsou z 80. a 90. let, kdy byl ještě stále populární DOS.